# 乔瓦尼·加瓦宁

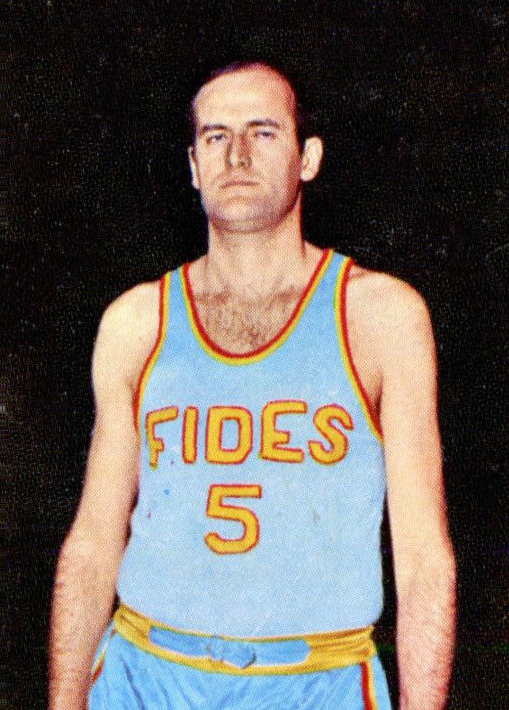
乔瓦尼·加瓦宁

乔瓦尼·加瓦宁（義大利語：Giovanni Gavagnin，1936年9月15日—2013年3月3日），意大利男子篮球运动员。他曾代表意大利获得1960年夏季奥运会男子篮球比赛第四名和1964年夏季奥运会男子篮球比赛第五名。